# Coco Vandeweghe
Colleen "Coco" Vandeweghe, född 6 december 1991 i New York, New York, är en amerikansk tennisspelare.
År 2008 blev hon US Open-mästare för juniorer. Hon har två WTA-titlar i singel (2014 och 2016), båda från Ordina Open i 's-Hertogenbosch. Hon har i singel varit #9 som högst rankad (15 januari 2018). Hon nådde kvartsfinalen i Wimbledon 2015. I Australiska öppna 2017 nådde hon semifinal, där hon blev utslagen av Venus Williams med 2–1 i set.
Vandeweghes mormor Colleen Kay Hutchins var Miss America 1952. Hennes morfar var den berömde basketspelaren Ernie Vandeweghe, som spelade för New York Knicks. Även Coco Vandeweghes morbror, Kiki Vandeweghe, var basketspelare. Han är född i Wiesbaden i dåvarande Västtyskland. Även Coco Vandeweghes föräldrar är idrottare; hennes mor, Tauna Vandeweghe, var simmare som bland annat deltog i OS 1976 i Montreal.